# Thannhausen (Bavière)
Pour les articles homonymes, voir Thannhausen.
Thannhausen est une ville de l'arrondissement de Guntzbourg, en Bavière, Allemagne. Elle est située sur la rivière Mindel, à 24 km au sud-est de Guntzbourg, et à 33 km à l'ouest de Augsbourg.
Thannhausen est jumelée avec Mortain, Normandie, en France.

## Géographie
Thannhausen est traversée par la rivière Mindel.

## Personnalités liées à la ville
- Ines Paulke (1958-2010), chanteuse morte à Thannhausen.